# Slag bij Châlons (274)
De Slag bij Châlons werd in 274 uitgevochten tussen de Romeinse keizer Aurelianus en Tetricus I, de laatste keizer van het Gallische keizerrijk. De slag vond plaats in de nabijheid van het huidige Châlons-en-Champagne in Frankrijk. De uitkomst was een klinkende overwinning voor keizer Aurelianus.  
De slag betekende na 14 jaar het einde van het Gallische keizerrijk. De beide Germania's (Inferior en Superior), Gallië en Britannia keerden terug in het Romeinse Rijk. 

## Gevolgen voor Germania Inferior en Gallia Belgica
De uitslag van de slag bij Châlons was desastreus voor de provincies Germania Inferior en Gallia Belgica. Het grootste deel van de troepen die voor Tetricus I vocht was uit deze provincies afkomstig. Na de slag keerden deze troepen niet meer terug naar het noorden, ofwel omdat zij waren omgekomen, ofwel omdat zij elders werden ingezet. 
Door het wegvallen van het grootste deel van de troepen die de Rijngrens moesten bewaken kregen de Franken en andere Germaanse stammen vrij spel. Het huidige zuidwesten en zuiden van Nederland en ook het huidige West-Vlaanderen raakten kort na deze veldslag zo goed als ontvolkt. Oude stammen die al zo'n 300 jaar bekend waren, zoals de Cananefaten, de Bataven en de Frisii werden vanaf deze tijd vanuit hun woongebieden verdreven en verdwijnen langzamerhand uit de geschiedenis. Gallia Belgica werd op grote schaal geplunderd. Bijna alle belangrijke steden in deze provincie werden in de as gelegd.

## Primaire bronnen
De veldslag wordt in verschillende bronnen beschreven: 
- De Panegyrici Latini van 311 richtte zich tot keizer Constantijn de Grote. Het lofdicht verhaalt van een ramp op de Catalaunische velden en van Romeinse verliezen (clade catalaunica detrimento), die voorkomen hadden kunnen worden als keizer Claudius Gothicus in 270 in staat was geweest om gehoor te geven aan de oproep van Aedui. Het ging zeker om een slag. De auteur, een Galliër, die waarschijnlijk verbonden was aan de school van Autun, had zonder twijfel een goede kennis van de gebeurtenissen.[1]
- Eutropius, de enige bron, die de slag ("apud Catalaunos") situeert; in de buurt van de civitas van de Catalauni of in hun gebied. Hij meldt dat Aurelianus de overwinning op Tetricus behaalde ('superavit').[2]
- Aurelius Victor zegt dat Tetricus zijn troepen in de steek liet en dat Aurelianus hen in stukken hakte.[3]
- De Historia Augusta, die de twee voorgaande schrijvers als bron gebruikt, zegt op mysterieuze wijze dat Aurelianus de legioenen, die zich naar hem begaven, bij de hand nam.[4].

## Voetnoten
1. ↑  Panegyrici Latini  V(8).4.3.
2. ↑  Breviarium historiae Romanae, 9, 13, 1
3. ↑  Liber de Caesaribus, 35, 3
4. ↑  Vita van Aurelianus, 32, 3

Oorlogen van de Romeinse Republiek
· Romeins-Etruskische Oorlogen
· Romeins-Aequische Oorlogen
· Latijnse Oorlog
· Romeins-Hernicische Oorlogen
· Romeins-Volscische Oorlogen
· Samnitische oorlogen (Eerste, Tweede, Derde)
· Pyrrhische Oorlog
· Punische oorlogen (Eerste, Tweede, Derde)
· Illyrische Oorlogen (Eerste, Tweede, Derde)
· Macedonische Oorlogen (Eerste, Tweede, Derde, Vierde)
· Romeins-Seleucidische Oorlog
· Aetolische Oorlog
· Galatische Oorlog
· Romeinse Verovering van Hispania (Eerste Celtiberische Oorlog, Lusitanische Oorlog, Numantische Oorlog, Sertorische Oorlog, Cantabrische Oorlogen)
· Achaeïsche Oorlog
· Oorlog tegen Jugurtha
· Cimbrische Oorlog
· Servilische Oorlogen (Eerste, Tweede, Derde)
· Bondgenotenoorlog
· Sulla's Burgeroorlogen (Eerste, Tweede)
· Mithridatische oorlogen (Eerste, Tweede, Derde)
· Gallische Oorlog
· Romeinse expedities naar Britannia
· Burgeroorlog tussen Pompeius en Caesar
· Einde van de Republiek (Slag bij Mutina, Burgeroorlog tegen Brutus en Cassius, Siciliaanse Opstand, Perusiaanse Oorlog, Burgeroorlog tussen Antonius en Octavianus)
Oorlogen van het Romeinse Keizerrijk
· Germaanse Oorlogen (Teutoburgerwoud, Marcomannenoorlog, Alemannische Oorlogen, Gotische Oorlog, Visigotische Oorlogen)
· Romeinse verovering van Britannia
· Boudicca
· Armenische Oorlog
· Vierkeizerjaar
· Joodse Oorlog
· Romeins-Parthische Oorlog
· Romeins-Perzische oorlogen
· Burgeroorlogen van de derde eeuw
. Gotische oorlog (376-382)
. Gotische opstand van Alarik I
. Gildonische opstand
. Gotische oorlog (402-403)
. Pictische oorlog van Stilicho
. Oorlog van Heraclianus
. Oorlog van Radegaisus
. Rijnoversteek
. Romeinse Burgeroorlog 427-429
· Val van het West-Romeinse Rijk